# Gangxi
Gangxi (chinesisch 港西镇, Pinyin Gǎngxī Zhèn) ist eine Großgemeinde im Stadtbezirk Chongming der regierungsunmittelbaren Stadt Shanghai, China. Die Einwohnerzahl beträgt 23.416 (Stand: Zensus 2010). Bei der Volkszählung im Jahre 2000 zählte Gangxi 16.802 Einwohner. Die Postleitzahl lautet 202154.
Gangxi liegt auf der Insel Chongming Dao (die nördliche der drei roten Inseln auf der Karte) im Norden des Verwaltungsgebiets der Stadt Shanghai (siehe Karte). Die Großgemeinde liegt im westlichen Zentrum der Insel und hat eine Fläche von 40,46 km². Chongming liegt in der Mündung des Jangtsekiangs, der in das Ostchinesische Meer fließt.
Gangxi wurde im Mai 1950 als „Gemeinde Gangxi“ gegründet und im September 1958 in eine Volkskommune umgewandelt. Im Februar 1984 wurde der Gemeinde-Status wiederhergestellt. Erst im November 1995 wurde daraus die heutige Großgemeinde Gangxi.

## Administrative Gliederung
Die Großgemeinde Gangxi setzt sich aus zwölf Dörfern zusammen. Diese sind:
- Dorf Shuangjin (双津村);
- Dorf Beishuang (北双村);
- Dorf Panxi (盘西村);
- Dorf Xiexi (协西村);
- Dorf Xiebei (协北村);
- Dorf Xingang (新港村);
- Dorf Xiexing (协兴村);
- Dorf Tuanjie (团结村);
- Dorf Fumin (富民村);
- Dorf Paiya (排衙村);
- Dorf Beizha (北闸村);
- Dorf Jingnan (静南村).

## Umland
- im westlichen Ortszentrum: Nanpanjie (die Hauptstraße, an der auch die Gemeinderegierung ihren Sitz hat);
- 2,4 km östlich des Zentrums von Gangxi: Dorf Paiya (ist Teil Gangxis);
- 5,7 km südlich von Gangxi: die Großgemeinde Chengqiao (Hauptort der Insel und Sitz der Kreisregierung)